# Apion elongatulum
Apion elongatulum är en skalbaggsart som beskrevs av Desbrochers des Loges 1891. Apion elongatulum ingår i släktet Apion, och familjen spetsvivlar. Arten har ej påträffats i Sverige.